# Jeannie Mathieu
Jeannie Mathieu (* 2. März 1932 in Paris, geborene Jeannie Boivin; † 29. Oktober 2024 in Neuilly-sur-Seine) war eine französische Badmintonspielerin. 

## Karriere
Jeannie Mathieu wurde zwischen 1952 und 1966 siebenmal nationale französische Meisterin. Bei den Lausanne International siegte sie 1954, bei den Paris International 1955.